# FC Lokomotíva Košice
FC Lokomotíva Košice is een Slowaakse voetbalclub uit Košice.
De club speelde in 1949 voor het eerst in de hoogste klasse, als Dynamo CSD Košice en werd na 2 middelmatige seizoenen 3de in 1951. Na het seizoen 1952 werd de naam Lokomotiva aangenomen en eindigde de club laatste. Het duurde tot 1965 vooraleer de club terugkeerde naar de hoogste klasse. Na enkele jaren vechten tegen degradatie werd in 1970 de 6de plaats behaald. Degradatie volgde in 1974 maar na één seizoen werd al de terugkeer gevierd met een 8ste plaats (op 16).
In 1977 werd de club 5de en won ook de beker zodat er Europees gespeeld werd in 1977/78, toen de 3de plaats behaald werd. Lokomotiva won of verloor geen wedstrijd in de Europacup II en werd na 4 gelijke spellen gewipt. Een slechte plaats in 1979 werd goed gemaakt met een nieuwe bekerwinst. Europees ging het beter met 2 overwinningen tegen SSW Innsbruck en de heenwedstrijd tegen Rijeka, in de terugwedstrijd schakelde de Joegoslavische club Lokomotiva echter uit. In 1981 en 1982 werd de club 5de, langzaam ging het bergaf tot een degradatie volgde in 1986. In totaal speelde de club 25 seizoenen in de hoogste klasse.
Lokomotiva kon niet terugkeren en na de onafhankelijkheid van Slowakije speelde het ook geen rol van betekenis meer, tegenwoordig speelt de club in de 4de klasse.

## Erelijst
- Slowaakse beker
  - Winnaar: 1977, 1979, 1985
  - Finalist: 1982
- Beker van Tsjecho-Slowakije
  - Winnaar: 1977, 1979
  - Finalist: 1985

## Eindklasseringen
| Seizoen   | №  | Clubs | Divisie     | Duels | Winst | Gelijk | Verlies | Doelsaldo | Punten |
| --------- | -- | ----- | ----------- | ----- | ----- | ------ | ------- | --------- | ------ |
| 1993–1994 | 8  | 12    | Corgoň Liga | 32    | 7     | 14     | 11      | 30–47     | 28     |
| 1994–1995 | 8  | 12    | Corgoň Liga | 32    | 13    | 3      | 16      | 55–60     | 42     |
| 1995–1996 | 8  | 12    | Corgoň Liga | 32    | 13    | 2      | 17      | 37–49     | 41     |
| 1996–1997 | 10 | 16    | Corgoň Liga | 30    | 8     | 13     | 9       | 27–31     | 37     |

## Lokomotiva in Europa
Uitslagen vanuit gezichtspunt Lokomotiva Košice
| Seizoen | Competitie   | Ronde | Land                 | Club                   | Totaalscore  | 1e W    | 2e W       | PUC |
| ------- | ------------ | ----- | -------------------- | ---------------------- | ------------ | ------- | ---------- | --- |
| 1970    | Mitropacup   | 1/8   | Vlag van Joegoslavië | FK Radnicki Kragujevac | 1-2          | 0-2 (U) | 1-0 (T)    | 0.0 |
| 1971    | Mitropacup   | 1/8   | Vlag van Hongarije   | Diósgyőri VTK Miskolc  | 0-2          | 0-0 (T) | 0-2 (U)    | 0.0 |
| 1977/78 | Europacup II | 1R    | Vlag van Zweden      | Östers IF              | 2-2 u        | 0-0 (T) | 2-2 (U)    | 4.0 |
|         |              | 1/8   | Vlag van Oostenrijk  | FK Austria Wien        | 1-1 u        | 0-0(U)  | 1-1 (T)    | 4.0 |
| 1978/79 | UEFA Cup     | 1R    | Vlag van Italië      | AC Milan               | 1-1 (6-7 ns) | 0-1 (U) | 1-0 nv (T) | 2.0 |
| 1979/80 | Europacup II | 1R    | Vlag van Oostenrijk  | SSW Innsbruck          | 3-1          | 2-1 (U) | 1-0 (T)    | 6.0 |
|         |              | 1/8   | Vlag van Joegoslavië | NK Rijeka              | 2-3          | 2-0 (T) | 0-3 (U)    | 6.0 |

Totaal aantal punten voor UEFA coëfficiënten: 12.0

## Naamsveranderingen
- 1946 — ŠK Železničiari Košice
- 1946 — ŠK Železničiari Sparta Košice (fusie met ŠK Sparta Košice)
- 1949 — ZSJ Dynamo ČSD Košice (fusie met Sokol Jednota Dynamo Košice)
- 1952 — TJ Lokomotíva Košice
- 1965 — TJ Lokomotíva VSŽ Košice (fusie met TJ VSŽ Košice)
- 1967 — TJ Lokomotíva Košice (defusie van TJ VSŽ Košice)
- 1990 — FK Lokomotíva Košice (voetbalafdeling werd onafhankelijk)
- 1994 — FK Lokomotíva Energogas Košice
- 1999 — FK Lokomotíva PČSP Košice
- 2003 — FC Lokomotíva Košice